# АТ-Т

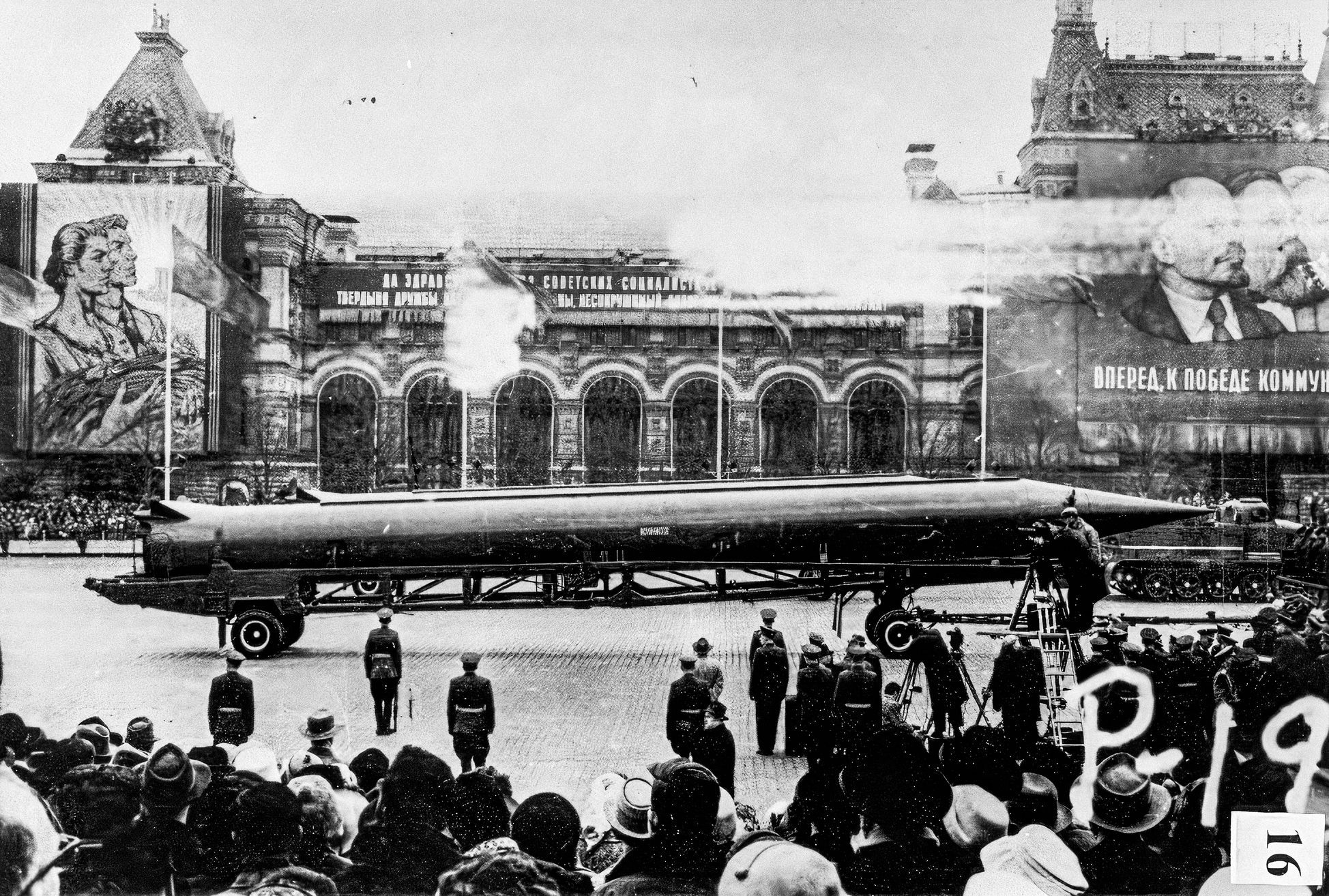
Военный парад АТ-Т транспортирует Р-12, Красная площадь, Москва, из архива ЦРУ США.

АТ-Т (изделие 401, артиллерийский тягач — тяжёлый) — тяжёлый артиллерийский гусеничный неплавающий тягач высокой проходимости.
Тяжёлый тягач предназначен для буксировки колёсных, гусеничных и санных прицепов, транспортировки груза в кузове и вытаскивания застрявших машин. Широко применялся для освоения труднодоступных районов СССР и Антарктиды. Создан с использованием элементов шасси среднего танка Т-54. Серийное производство началось в 1950 году. Элементы кабины использованы от кабины грузового автомобиля ЗИС-150/ЗИЛ-164, которую фактически расширили.

## История
В связи с появлением на вооружении ВС СССР новых артиллерийских и ракетных систем, в послевоенный период в Союзе была утверждена программа по разработке тяжёлого тягача для транспортировки артиллерийских и ракетных систем и их боезапаса на основе новейшего танка послевоенного поколения Т-54.
ГАБТУ предъявило к новому тягачу следующие требования:
- буксировка артиллерийских и ракетных систем и прицепов массой до 25 тонн (203-мм гаубицы Б-4, 130-мм зенитной пушки КС-30, орудий особо большой мощности, ракетных комплексов 8К63) со скоростью до 35 километров в час в любых климатических условиях СССР;
- грузоподъёмность платформы не менее 5 тонн;
- наличие лебёдки с тяговым усилием не ниже 25 тонн;
- шасси тягача должно иметь возможность монтажа на нём спецоборудования для различных родов войск и спецвойск, с обеспечением привода его в действие;
- использование в гражданских отраслях.

В конце 1947 года на Харьковском машиностроительном заводе были изготовлены первые опытные образцы «изделия 401». Для их испытания был совершён пробег по маршруту Харьков — Москва (Кубинка). Во время пробега транспортёр зарекомендовал себя с хорошей стороны как мощный, выносливый, подвижный, работоспособный, с отличными тяговыми свойствами и удобный в эксплуатации и полевом ремонте. После сравнительных испытаний по комплексу показателей «изделие 401» оказалось самым удачным среди всех моделей тяжёлых артиллерийских тягачей первого послевоенного поколения. Его создатели были отмечены в 1948 году Сталинской премией.

## Технические характеристики
- Число мест в кабине — 4
- Число мест в кузове — 16
- Масса прицепа, кг — 25 000
- Двигатель А-401 (может быть название В-401, требуется проверка) (типа В-2) — 415 лс, 1850 мин−1
- Колея, мм — 2640
- Среднее удельное давление на грунт с грузом, кг/см² — 0,652
- Ширина траков гусеницы, мм — 500
- Запас хода по шоссе с прицепом, км — 1100
- Глубина преодолеваемого брода, м — 1,1
- Ширина преодолеваемого рва, м — 1,8
- Скорость АТ-Т по шоссе — 35,5 км/ч
- Пятиступенчатая коробка передач
- Топливный насос НК-10, 210 кг/см
- Расход топлива на 100 км — 140 л, масла — 4 л

## Изделия на базе АТ-Т

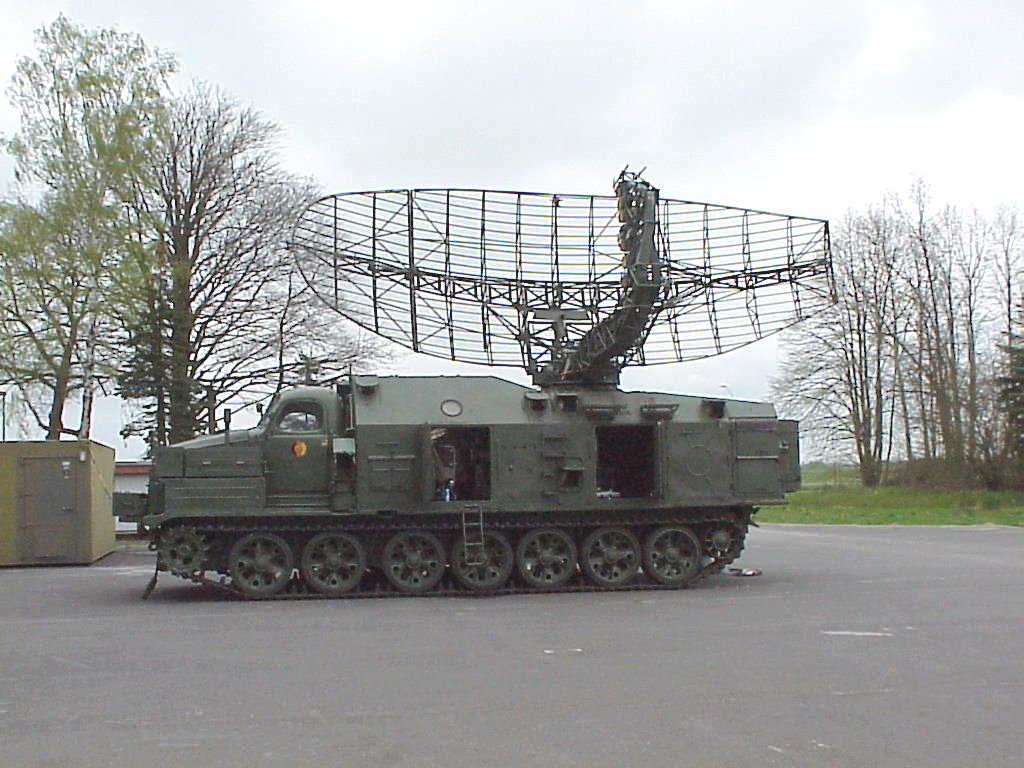
РЛС дальномер КО П-40 Народной Армии ГДР, фото 2007 год, на базе изделия 426 У.

На базе АТ-Т выпускались различные инженерные машины: путепрокладчики — БАТ, БАТ-М (отвал, кран-балка), землеройные машины — БТМ, МДК-2. Также на его базе выпускался всемирно известный антарктический тягач «Харьковчанка».
- изделие 402 — спецтягач
- тягач РВСН раксистемы 8К63
- установщик 8У227 ракет 8К11 (Р-11)
- изделие 405 — БАТ
- изделие 405У — БАТ-1
- изделие 405МУ — БАТ-1М
- изделие 404 — АТ-ТА
- изделие 404С — «Харьковчанка»
- изделие 409 — БТМ
- изделие 426У — радиолокационная станция «Круг».

## Операторы
Сняты с вооружения
- ГДР
- ФРГ
- Китай

## Прочее
В конце 1958 года в составе 4-й Советской антарктической экспедиции были доставлены в Антарктиду. 10 января 1959 года колонна вездеходов вышла из Мирного. 26 декабря 1959 года караван из двух «Харьковчанок» и тягача АТ-Т достиг Южного полюса в районе станции Амундсен-Скотт.